# بليكسة أوبرتية
بليكسة أوبرتية (الاسم العلمي:Blyxa aubertii) هي نوع من النباتات يتبع جنس البليكسة من الفصيلة الحب المائية.